# Hippolyte-Jules Demolière
Hippolyte-Jules Demolière, né à Nantes le 3 août 1802 et mort à Saint-Denis le 26 décembre 1877, est un romancier et auteur dramatique français.

## Biographie
Après avoir été secrétaire au gouvernement provisoire en 1848, il occupe un poste au secrétariat du pouvoir exécutif sous le général Cavaignac.
Sous le pseudonyme de Moléri, Demolière a publié, seul ou en collaboration, de nombreux romans-feuilletons, dont certains ont paru ensuite en volumes, ainsi que des vaudevilles, des guides de chemin de fer et des manuels de jardinage.
Il épouse le 26 mars 1870 à Saint-Denis la libraire Marie Catherine Dénoyelle (1826, Malaincourt-1877, Saint-Denis), qui tient un commerce de livres rue de Paris, également à Saint-Denis. Entre 1871 et 1875, Hippolyte Demolière est répertorié comme marchand de crayons à la tête du commerce.

## Principales publications
Romans publiés en volumes
- L'Exposition de tableaux, ou le Faussaire (4 volumes, 1830)
- Le Czarewitz Constantin et Jeannette Grudzinska, ou les Jacobins polonais, avec J. Czynski (2 volumes, 1833)
- La Fille de Pauvre Jacques, avec  Edme Chauffer (4 volumes, 1837-1838)
- Petits drames bourgeois, études de mœurs (2 volumes, 1856)
- Fièvres du jour : la Famille Guillaume ; l'Institutrice ; un vieux lion (1858)
- La Traite des blanches (1862)
- Or et Misère (1865)
- L'Amour de la musique (1866)
- La Terre promise (1867)

### Romans publiés dans la presse
- Le Panthéon des ouvriers : Bernard, le potier de terre (1851)

Théâtre
- Lébao, ou le Nègre, drame-vaudeville en 3 actes, avec Chardon, Paris, Théâtre du Panthéon, 19 novembre 1835
- Guillaume Norwood, ou Une haine de vieillards, drame en 3 actes, avec Hippolyte Rimbaut, Paris, Théâtre de la Gaîté, 25 novembre 1838
- Le Marquis de Brancas, comédie en 3 actes, mêlée de chants, tirée d'une nouvelle de M. A. de Lavergne, avec Charles Henri Ladislas Laurençot et Hippolyte Rimbaut, Paris, Théâtre du Panthéon, 2 novembre 1839
- L'habit fait le moine, comédie-vaudeville en 1 acte, avec Charles Henri Ladislas Laurençot, Paris, Théâtre des Folies-Dramatiques, 22 décembre 1840
- Le Corrégidor de Pampelune, comédie en 1 acte, avec Altaroche, Paris, Théâtre de l'Odéon, 23 mars 1843
- La Famille Renneville, drame en 3 actes et en prose, avec Charles Henri Ladislas Laurençot, Paris, Second Théâtre-Français, 11 mai 1843
- La Jeunesse de Charles XII, comédie-vaudeville en 2 actes, Paris, Théâtre des Folies-Dramatiques, 25 juillet 1843
- Tôt ou tard, comédie en 3 actes et en prose, avec Charles Henri Ladislas Laurençot, Paris, Théâtre de l'Odéon, 6 octobre 1843
- Le Gendre d'un millionnaire, comédie en 5 actes et en prose, avec Charles Henri Ladislas Laurençot, Paris, Théâtre-Français, 25 février 1845
- Un fils, s'il vous plaît, comédie-vaudeville en 1 acte, avec Edme Chauffer, Paris, Théâtre de la Gaîté, 28 août 1845
- Entre l'arbre et l'écorce, comédie-vaudeville en 1 acte, avec Charles Henri Ladislas Laurençot, Paris, Théâtre du Gymnase, 30 septembre 1845
- La Famille, comédie en 5 actes et en prose, Paris, Théâtre de l'Odéon, 3 mai 1849
- Un valet sans livrée, comédie en 1 acte en prose, avec Charles Henri Ladislas Laurençot, Paris, Théâtre de l'Odéon, 9 octobre 1850
- La Tante Ursule, comédie en 2 actes en prose, Paris, Théâtre de l'Odéon, 26 septembre 1852
- Les Revers de la médaille, comédie en 3 actes, en prose, avec Charles Henri Ladislas Laurençot, Paris, Théâtre de l'Odéon, 24 septembre 1861

Varia
- Itinéraire du chemin de fer de Paris à Strasbourg, comprenant les embranchements d'Épernay à Reims et de Frouard à Forbach (1853)
- Guides-itinéraires. De Paris à Corbeil et à Orléans (1854)
- Petit dictionnaire manuel du jardinier amateur (1865)
- Petit manuel du jardinier, à l'usage des jardiniers-fleuristes, maraîchers (1873)